# Nenad Krstičić
Nenad Krstičić (Servisch: Ненад Крстичић) (Belgrado, 3 juli 1990) is een Servisch voormalig voetballer die doorgaans speelde als middenvelder. Tussen 2007 en 2023 was hij actief voor OFK Beograd, Sampdoria, Bologna, Deportivo Alavés, Rode Ster Belgrado, AEK Athene en opnieuw Rode Ster Belgrado. Krstičić maakte in 2013 zijn debuut in het Servisch voetbalelftal en kwam uiteindelijk tot vier interlandoptredens.

## Carrière
Krstičić debuteerde in 2007 in het betaald voetbal in het shirt van OFK Beograd, waarvoor hij één seizoen in het eerste speelde. Hij stapte op 1 september 2008 over naar Sampdoria, waar hij eerst weer instroomde in de jeugd. Krstičić maakte op 16 december 2010 zijn debuut in het eerste elftal van Sampdoria, in een duel tegen Debreceni VSC in de UEFA Europa League. Nadat de Italiaanse club in het seizoen 2010/11 degradeerde naar de Serie B, maakte hij daarin in het jaar erna ook zijn competitiedebuut in de hoofdmacht. Sampdoria werd dat seizoen zesde en promoveerede vervolgens via de play-offs.
Krstičić maakte dat maar ten dele mee. Eind 2011 had hij last van een knieblessure. Tijdens de operatie ontdekten de doktoren een zeldzame tumor, waardoor hij nog maar twee dagen te leven zou hebben. De tumor stopte niettemin zomaar met groeien, waardoor hij zijn leven en carrière weer kon oppakken. Krstičić maakte op 2 december 2012 zijn eerste doelpunt voor Sampdoria, in duel met Fiorentina. Gedurende het seizoen 2013/14 kwam hij tot 32 competitiewedstrijden, zijn actiefste jaar tot op dat moment. In de daaropvolgende moest hij het mede door aanhoudend blessureleed met de helft of minder doen.
Sampdoria en hij ontbonden in juli 2016 in overleg zijn contract. Krstičić tekende later die maand een contract tot medio 2018 bij Deportivo Alavés, dat in het voorgaande seizoen promoveerde naar de Primera División. Na één seizoen keerde de middenvelder terug naar Servië, waar hij voor Rode Ster Belgrado ging spelen. In januari 2019 maakte Krstičić voor circa een half miljoen euro de overstap naar AEK Athene, waar hij zijn handtekening zette onder een verbintenis voor de duur van drieënhalf jaar. De Serviër keerde na tweeënhalf jaar terug bij Rode Ster Belgrado en tekende er voor twee jaar. Na afloop van dit contract besloot Krstičić op tweeëndertigjarige leeftijd een punt te zetten achter zijn actieve loopbaan.

## Clubstatistieken
| Seizoen | Club               | Competitie       | Competitie | Competitie | Beker | Beker | Internationaal | Internationaal | Totaal | Totaal |
| Seizoen | Club               | Competitie       | Wed.       | Dlp.       | Wed.  | Dlp.  | Wed.           | Dlp.           | Wed.   | Dlp.   |
| ------- | ------------------ | ---------------- | ---------- | ---------- | ----- | ----- | -------------- | -------------- | ------ | ------ |
| 2007/08 | OFK Beograd        | Superliga        | 24         | 2          | 0     | 0     | —              | —              | 24     | 2      |
| 2008/09 | OFK Beograd        | Superliga        | 3          | 0          | 0     | 0     | —              | —              | 3      | 0      |
| 2008/09 | Sampdoria          | Serie A          | 0          | 0          | 0     | 0     | —              | —              | 0      | 0      |
| 2009/10 | Sampdoria          | Serie A          | 0          | 0          | 0     | 0     | —              | —              | 0      | 0      |
| 2010/11 | Sampdoria          | Serie A          | 0          | 0          | 0     | 0     | 1              | 0              | 1      | 0      |
| 2011/12 | Sampdoria          | Serie A          | 13         | 0          | 0     | 0     | —              | —              | 13     | 0      |
| 2012/13 | Sampdoria          | Serie A          | 25         | 1          | 1     | 0     | —              | —              | 26     | 1      |
| 2013/14 | Sampdoria          | Serie A          | 32         | 1          | 2     | 1     | —              | —              | 34     | 2      |
| 2014/15 | Sampdoria          | Serie A          | 12         | 0          | 3     | 0     | —              | —              | 15     | 0      |
| 2014/15 | → Bologna          | Serie B          | 16         | 0          | 0     | 0     | —              | —              | 16     | 0      |
| 2015/16 | Sampdoria          | Serie A          | 10         | 0          | 0     | 0     | 2              | 0              | 12     | 0      |
| 2016/17 | Deportivo Alavés   | Primera División | 14         | 2          | 6     | 1     | —              | —              | 20     | 3      |
| 2017/18 | Rode Ster Belgrado | Superliga        | 27         | 4          | 1     | 0     | 8              | 0              | 36     | 4      |
| 2018/19 | Rode Ster Belgrado | Superliga        | 13         | 1          | 1     | 0     | 13             | 1              | 27     | 2      |
| 2018/19 | AEK Athene         | Super League     | 13         | 0          | 5     | 2     | —              | —              | 18     | 2      |
| 2019/20 | AEK Athene         | Super League     | 30         | 1          | 6     | 1     | 4              | 0              | 40     | 2      |
| 2020/21 | AEK Athene         | Super League     | 25         | 1          | 4     | 0     | 7              | 0              | 36     | 1      |
| 2021/22 | Rode Ster Belgrado | Superliga        | 30         | 2          | 3     | 0     | 11             | 0              | 44     | 2      |
| 2022/23 | Rode Ster Belgrado | Superliga        | 4          | 0          | 1     | 0     | 0              | 0              | 5      | 0      |
| Totaal  | Totaal             | Totaal           | 291        | 15         | 33    | 5     | 46             | 1              | 370    | 21     |

## Interlandcarrière
Krstičić maakte zijn debuut in het Servisch voetbalelftal op 6 februari 2013, toen met 1–3 gewonnen werd van Cyprus. Konstantinos Makridis scoorde namens Cyprus, waarna twee treffers van Dušan Tadić en een van Dušan Basta zorgden voor de Servische overwinning. Krstičić mocht van bondscoach Siniša Mihajlović zeventien minuten voor tijd invallen voor Zdravko Kuzmanović. De andere debutant dit duel was Nikola Đurđić (Greuther Fürth).
| Interlands van Nenad Krstičić voor Servië | Interlands van Nenad Krstičić voor Servië | Interlands van Nenad Krstičić voor Servië | Interlands van Nenad Krstičić voor Servië | Interlands van Nenad Krstičić voor Servië | Interlands van Nenad Krstičić voor Servië | Interlands van Nenad Krstičić voor Servië |
| №                                         | Datum                                     | Wedstrijd                                 | Uitslag                                   | Competitie                                | Goals                                     |                                           |
| Als speler bij Sampdoria                  | Als speler bij Sampdoria                  | Als speler bij Sampdoria                  | Als speler bij Sampdoria                  | Als speler bij Sampdoria                  | Als speler bij Sampdoria                  | Als speler bij Sampdoria                  |
| ----------------------------------------- | ----------------------------------------- | ----------------------------------------- | ----------------------------------------- | ----------------------------------------- | ----------------------------------------- | ----------------------------------------- |
| 1                                         | 6 februari 2013                           | Cyprus – Servië                           | 1 – 3                                     | Vriendschappelijk                         |                                           |                                           |
| 2                                         | 14 augustus 2013                          | Colombia – Servië                         | 1 – 0                                     | Vriendschappelijk                         |                                           |                                           |
| 3                                         | 10 september 2013                         | Wales – Servië                            | 0 – 3                                     | WK 2014 kwalificatie                      |                                           |                                           |
| Als speler bij Rode Ster Belgrado         |                                           |                                           |                                           |                                           |                                           |                                           |
| 4                                         | 10 november 2017                          | China – Servië                            | 0 – 2                                     | Vriendschappelijk                         |                                           |                                           |

## Erelijst
| Superliga | 3 | 2017/18, 2021/22, 2022/23 |